# Teatro di Nassau Street
Il Theatre on Nassau Street, o The New Theatre, è stato probabilmente il primo teatro costruito appositamente nella zona di Manhattan.

## Storia
Si trattava di un edificio in legno su due piani, di proprietà del commerciante ed ex governatore Rip Van Dam. Fu inaugurato l'11 dicembre 1732 con un'esibizione della commedia The Recruiting Officer. L'edificio era situato nell'attuale civico 64-66 di Nassau Street, tra John Street e Maiden Lane.
Nel 1750, poco dopo la morte di Van Dam, ospitò la prima rappresentazione a New York di un'opera musicale, L'opera del mendicante, proposta da una compagnia itinerante di Londra, Murray & Kean's. Questo è stato anche il primo spettacolo rappresentato da attori professionisti a New York; precedentemente, infatti, tutte le recite erano state attività di livello amatoriale. Nel 1753, l'attore e regista Lewis Hallam ampliò il teatro e definì la nuova costruzione "molto bella, grande e spaziosa". Tuttavia solo pochi anni dopo, nel 1758, l'edificio fu trasformato in chiesa calvinista tedesca e, infine, nel 1765 venne demolito per essere sostituito da un edificio più stabile, che rimase nello stesso sito fino al 1822.